# Frans Coeckelbergs
Petrus Franciscus Coeckelbergs (Heist-op-den-Berg, 10 februari 1859 - Middelburg, 4 september 1918) was een Vlaams auteur.
Zijn moeder, Maria Op de Beeck (1827-1875), trouwde vier jaar na zijn geboorte met landbouwer Franciscus Coeckelbergs (1826-1914) uit Heist-op-den-Berg. Petrus Franciscus ("Frans") Coeckelbergs doorliep de lagere school in zijn geboortedorp, waar hij vervolgens tot postbode benoemd werd. Zijn eerder beperkte opleiding belette niet dat hij, geïnspireerd door de verhalen en anekdotes die hij tijdens zijn postronde opving, een vrij uitgebreid oeuvre samenpende, waarin zijn gehechtheid aan zijn geboortestreek en haar bewoners de boventoon voert.
Onder het pseudoniem ‘Frans Zand’ publiceerde hij verhalen, sagen en legenden die nu een kostbaar tijdsbeeld geven van de Zuiderkempen in de negentiende eeuw en weerspiegelen wat er in die periode onder haar veelal bescheiden bevolking aan aspiraties, angsten en (bij)geloof heerste.
Onder invloed van onder meer zijn vriend en dorpsgenoot Lodewijk Liekens (1867-1956) raakte Coeckelbergs betrokken bij de Vlaamse Beweging en nam hij stelling tegen de verfransing van zijn streek.
In 1884 trouwde hij met Anna Maria Josephina Van Hoof (1859-1926). Uit hun huwelijk werden tien kinderen geboren, waarvan twee zonen bij het uitbreken van de Eerste Wereldoorlog naar het front gezonden werden. Coeckelbergs zelf vluchtte met een deel van zijn gezin naar het Nederlandse (en neutrale) Middelburg, waar hij zich inzette om het lot van de Belgische soldaten en vluchtelingen te verzachten.
Hij overleed er op 4 september 1918 en werd er twee dagen later, in een met de Belgische vlag bedekte kist en in aanwezigheid van onder meer Abraham Hans, begraven.
Zijn werk werd gepubliceerd in “Ons Gedacht”, “De Boerenkrijg”, “Ons Volksleven”, “’t Hageland”, “Neerlandia”, “Nieuw Leven”, “Vlaamsche Zanten”, “Humaniteit”, “De Student”, “De Vlaamsche Treinwachter”, “De Zondagsbode”, “De Vlaamsche Kunstbode”, “De Swane” en “De Zweep”. Een bundeling van enkele bijdragen verscheen op initiatief van Lode Opdebeek (1869-1930) onder de titel “Sprookjes en Legenden”.
- Digitale Bibliotheek voor de Nederlandse Letteren: coec001
- International Standard Name Identifier: 0000 0003 9608 0422
- Nederlandse Thesaurus van Auteursnamen: 07183723X
- Virtual International Authority File: 290915334
- WorldCat: E39PBJdcyvgkQTmcJppKVGFFrq